# 中山码头
中山码头，又名下关码头，是位于中国南京市鼓楼区下关长江南岸的一座渡轮码头。现常年开行驶往对岸浦口码头的“宁浦线”轮渡。

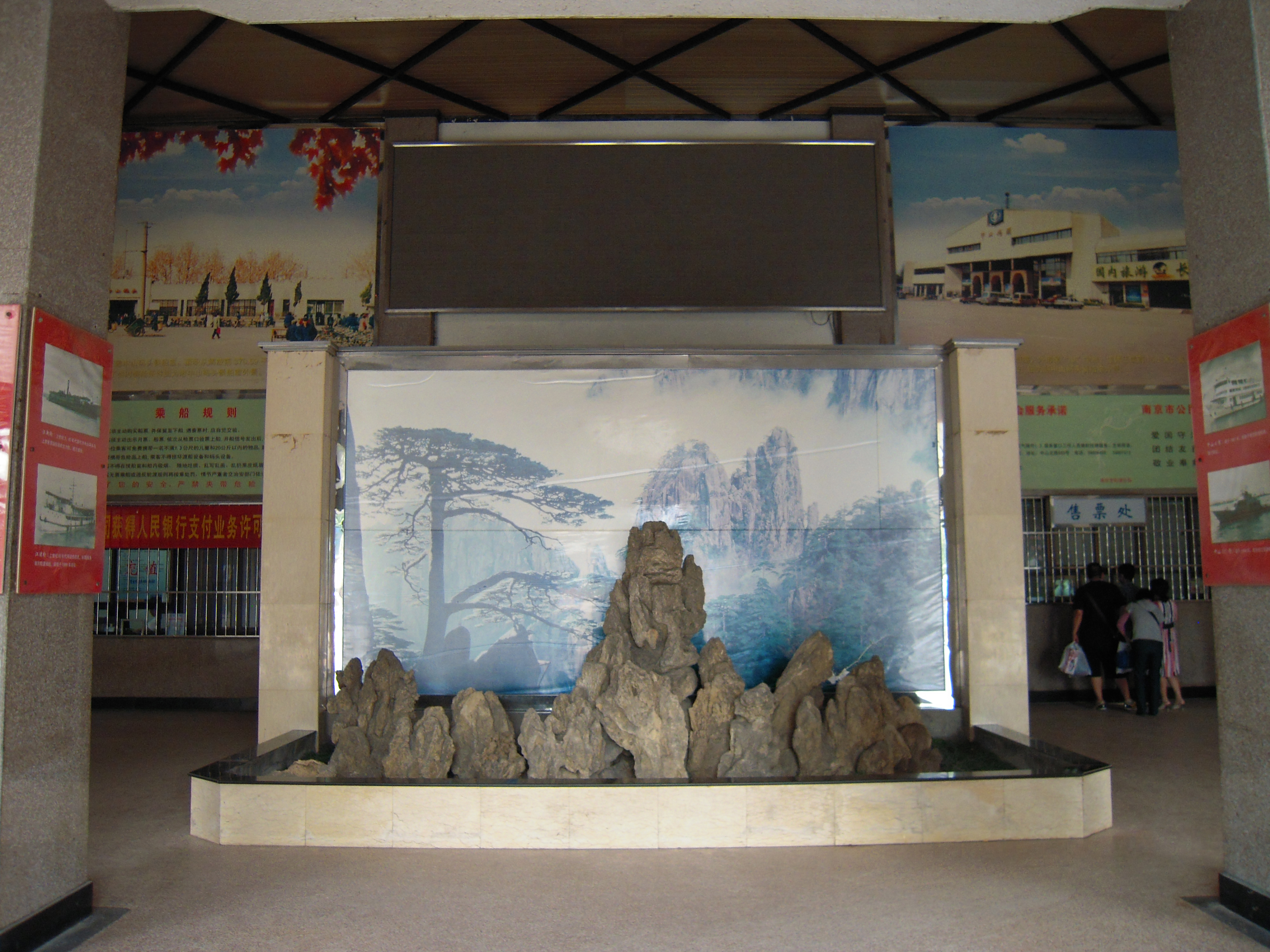
中山码头大厅

## 历史

### 前身
下关江面建设码头的历史最早可以上溯至东晋在老虎山一带建立的军用码头白石步。时至南宋有长江六渡之一的龙湾渡为交通漕运往来之所。而现代的轮渡运输则是迟至清末宣统二年（1910年）随津浦铁路贯通由浦口市场局于民间筹资开办，航线由下关至浦口，称“关浦线”。民国2年，津浦铁路局成立轮埠事务所，接管轮渡，轮渡事业转入国营。

### 孙中山先生奉安大典
1925年3月12日孙中山先生在北京病逝，逝世前一天下午，他向宋庆龄、汪精卫等人提出：“吾死之后，可葬于南京紫金山麓，因南京为临时政府成立之地，所以不可忘辛亥革命也。”于是遵照孙中山的遗愿，其灵枢暂厝于北京香山碧云寺，待陵寝建成再安葬南京。
为保障孙中山先生奉安大典的顺利进行，南京国民政府决定在下关江边建设码头以迎接先生灵柩。新码头于1928年8月8日竣工，并被定名为津浦铁路首都码头。1929年5月26日先生灵柩从北平沿津浦铁路南运，于5月28日抵达南京浦口火车站。灵柩转由浦口码头登上渡轮，在军舰护送下渡过长江，抵达下关码头，并由挹江门进入南京城。
奉安大典举行后，为纪念孙中山先生，灵柩所到之处均被冠以“中山”之名，如中山门、中山桥、中山路等，灵柩登陆的下关码头亦被定名为中山码头并沿用至今。
现时中山码头候船大厅内有大幅宣传版面，结合大量图片资料详细介绍了这段史实。

### 中华人民共和国成立后

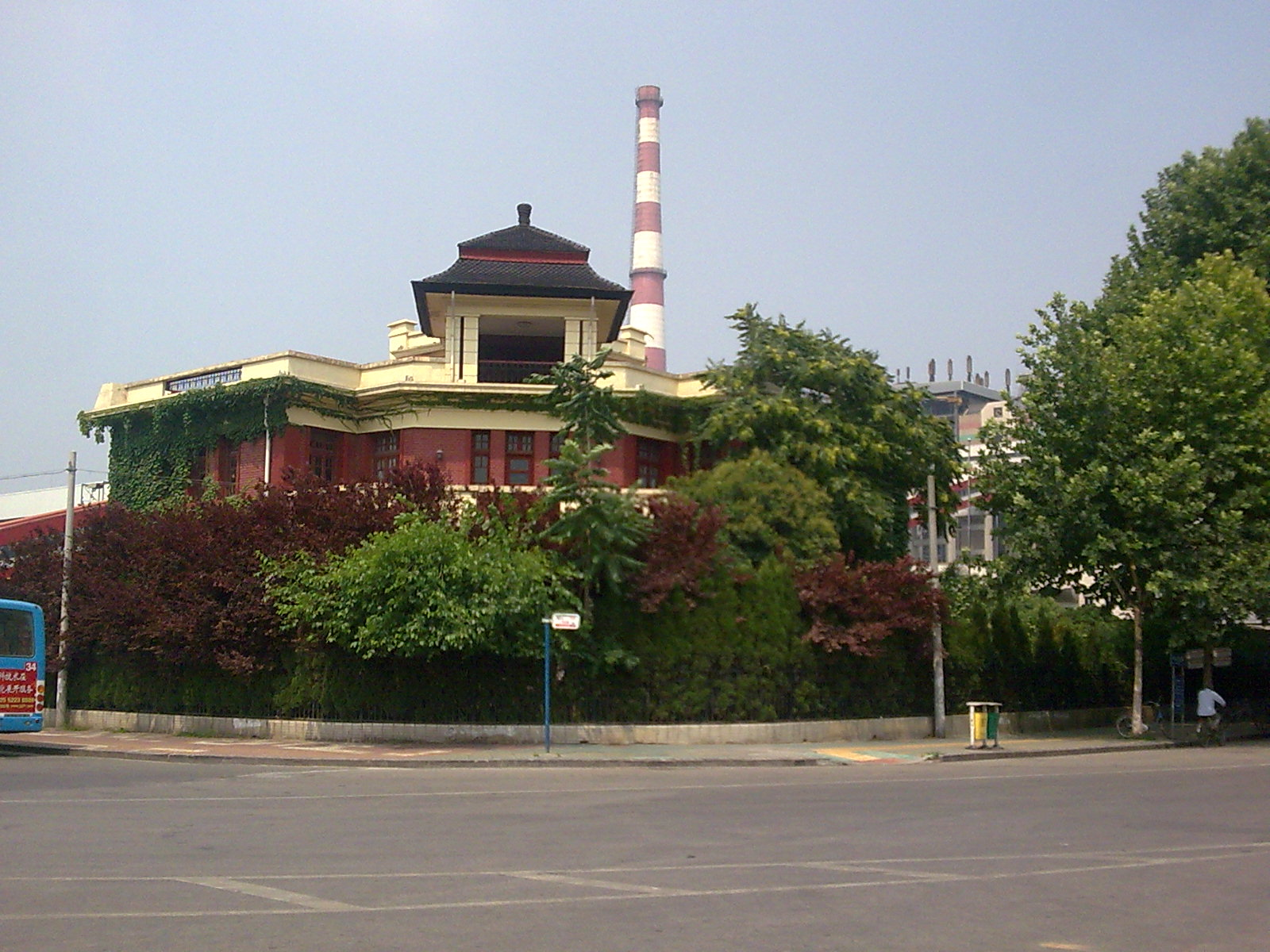
码头对面的下关电厂红楼

1949年4月23日中国人民解放军渡过长江占领南京，渡江部队即是在中山码头一带登陆，由挹江门进入南京城。此后中山码头与邻近的挹江门、下关电厂等成为纪念渡江战役的重要场所，更有市民建议把渡江战役纪念馆建在中山码头。
随着南京经济的复苏，作为当时渡江的唯一通道，中山码头运输较为繁忙。高峰期日航约150班次。1968年，南京长江大桥建成通车，轮渡的过江需求极大缓解，中山码头的客流量也迅速下降。特别是随着2004年南京北站（即浦口火车站）再次停办客运，轮渡过江需求进一步减少。

## 大事记
以下内容主要参考下关区地方志编委员会编写的下关区志：
- 1929年5月28日，孙中山先生灵柩到达下关江边码头（即今中山码头），由挹江门进入南京城内。
- 1936年3月15日，中山码头正式命名，附属候船室及公交车站启用。
- 1967年1月3日，“文革”武斗引发南京交通中断，下关中山码头轮渡停开。
- 1992年5月9日，中山码头新候船室启用。
- 2008年6月3日，南京长江大桥因南引桥桥孔火灾变形实行交通管制，中山码头高峰运转疏导过江客流。[9]

## 利用情况

### 航线

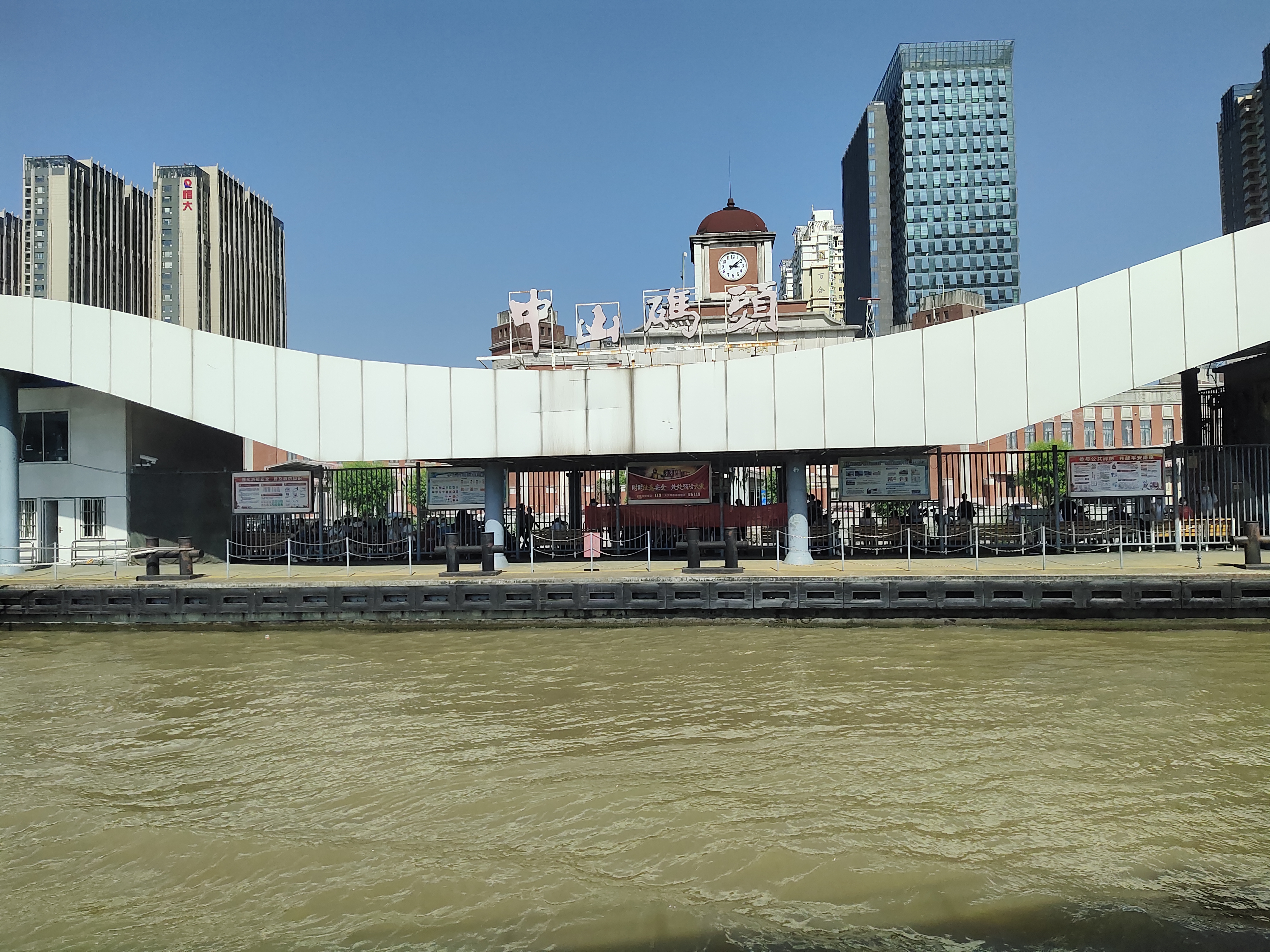
从渡轮上看码头

目前中山码头常年开行至浦口码头的宁浦线轮渡，早5：00 — 晚23：00每20分钟一班，日均开行104航次（往返），年运输旅客1000万人次以上。宁浦线轮渡航程约15分钟，单程票价2元，而使用南京“金陵通”公交卡可享受1元票价优惠。乘客可以将自行车等车辆带上轮渡，车辆交费同行人。由于南京长江大桥能力已趋饱和，而中山码头运输能力长期闲置，有江苏省政协委员建议进一步降低轮渡票价甚至免费运输，以缓解大桥交通压力。
2008年南京市还规划了三条水上巴士线路，包括中山码头 — 明发滨江新城码头、中山码头 — 江浦二水厂码头、中山码头 — 浦口码头，其中第一条线路预计于2009年内开通，可望提升中山码头的吸引力。

### 集体江祭
自2004年起，南京市殡葬管理部门每年清明前后在中山码头举行集体江祭活动，组织市民登船沿长江追思亲故，以此倡导文明祭扫。但因思想观念等原因，问津者寥寥。

### 纪念建筑
下关候船大厅位于鼓楼区江边路21号。此建筑建造于民国初年，原先是下关江口车站（原宁省铁路的北端终点）的站房，在日军占领南京后被改造为仓库，又在日本投降后改造为茶社。1954年，此建筑周边被大部分拆除，原址上则建成了现在的候船大厅。2000年前后，长江客运渐渐停办，这座候船大厅也就被废弃了。在第三次全国文物普查中，这座建筑在民国时期的历史被发掘出来，并被定为鼓楼区文物保护单位。

## 图片

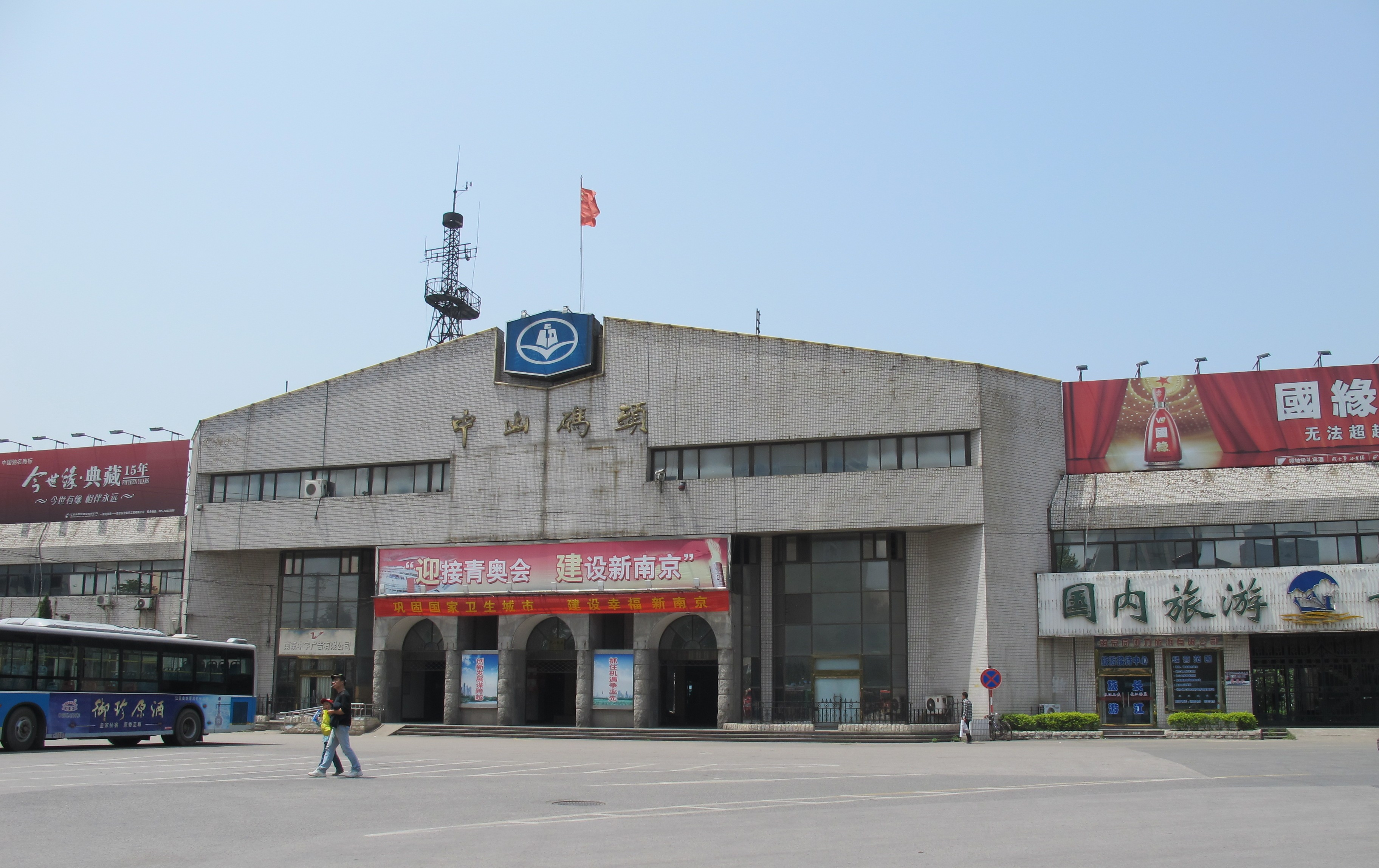
中山码头
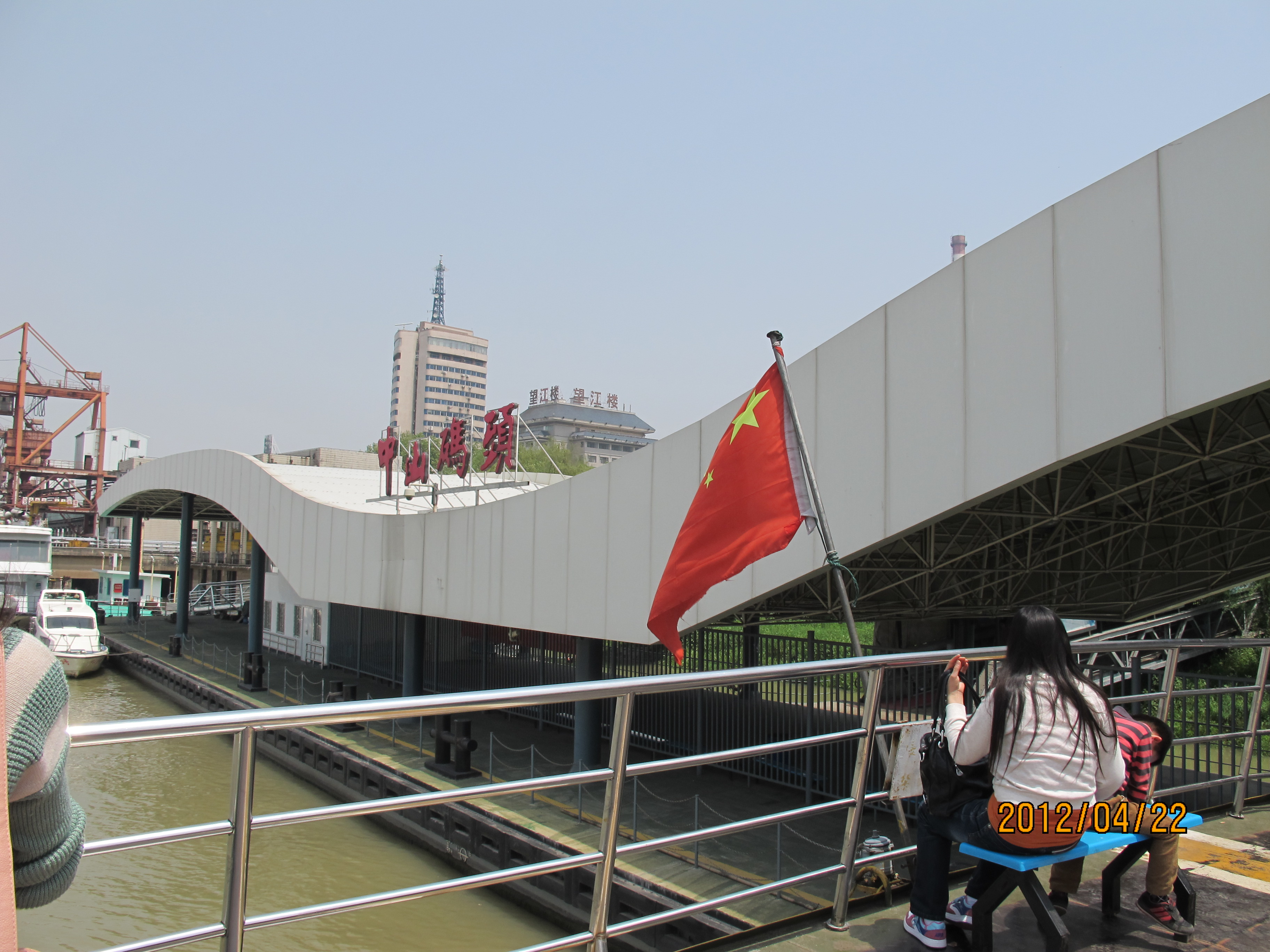
从船上看中山码头
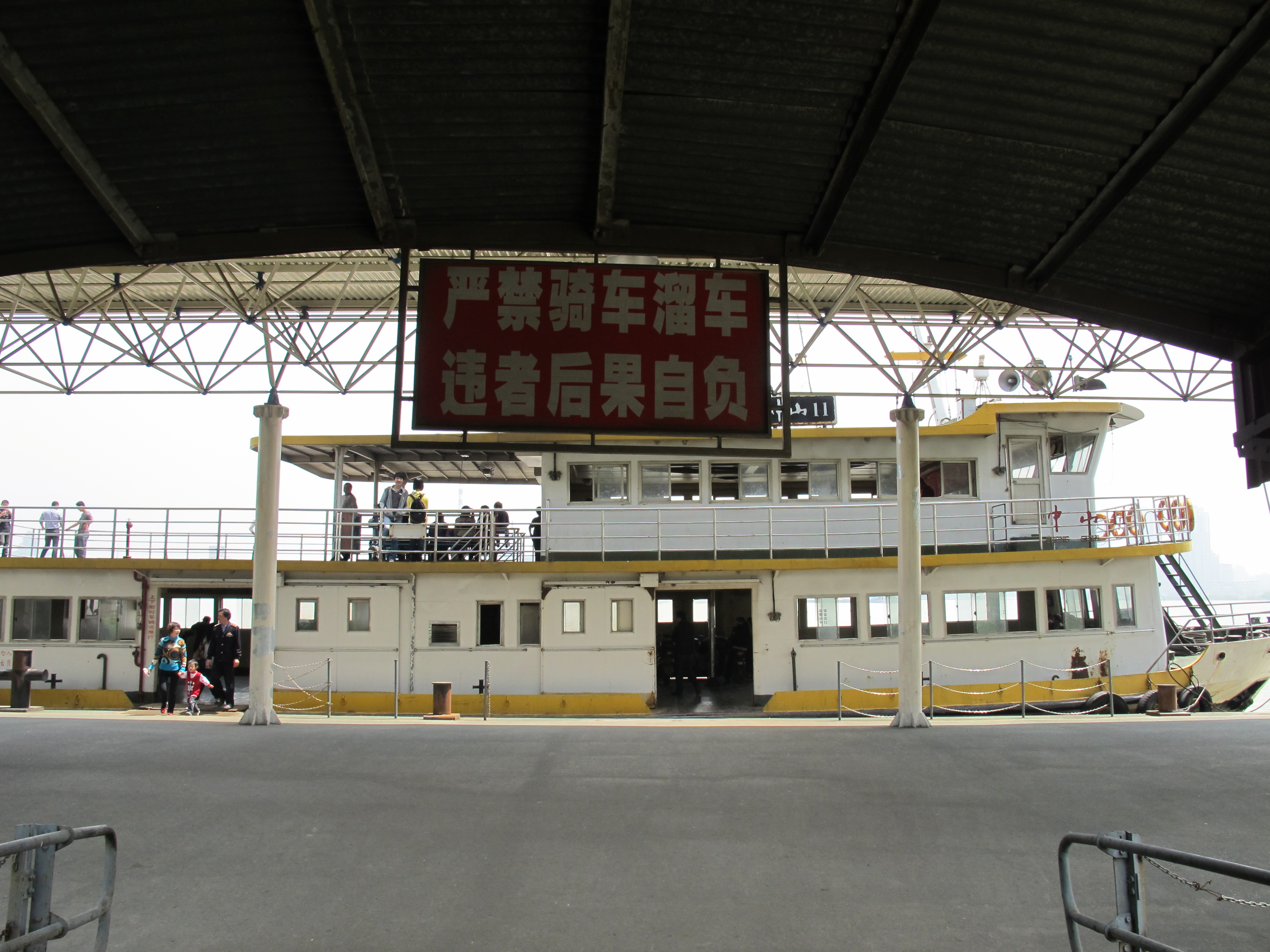
中山11号轮渡

## 邻近交通
中山码头附近交通发达，邻近南京西站、长江南京港及下关长途客运站，同时也是多路南京公交的始发站，最高峰时曾包括10、31、34、54、302、150、307、172等线路。

### 公交
| 中山码头站 | 中山码头站 | 中山码头站 | 中山码头站   | 中山码头站                     |
| 编号       | 路线       | 路线       | 路线         | 备注                           |
| ---------- | ---------- | ---------- | ------------ | ------------------------------ |
| 码头接驳线 | 中山码头   | ⇆          | 浦口码头     | 宁浦线轮渡停航或客流量大时开行 |
| Y10        | 南堡公园西 | ⇆          | 墨香路总站   | 原 810（第一代）               |
| 31         | 中山码头   | ⇆          | 建康路       |                                |
| 34博爱线   | 中山码头   | ⇆          | 中山陵停车场 |                                |
| 34区间     | 中山码头   | ⇆          | 中山门       |                                |